# زاپاتئادو

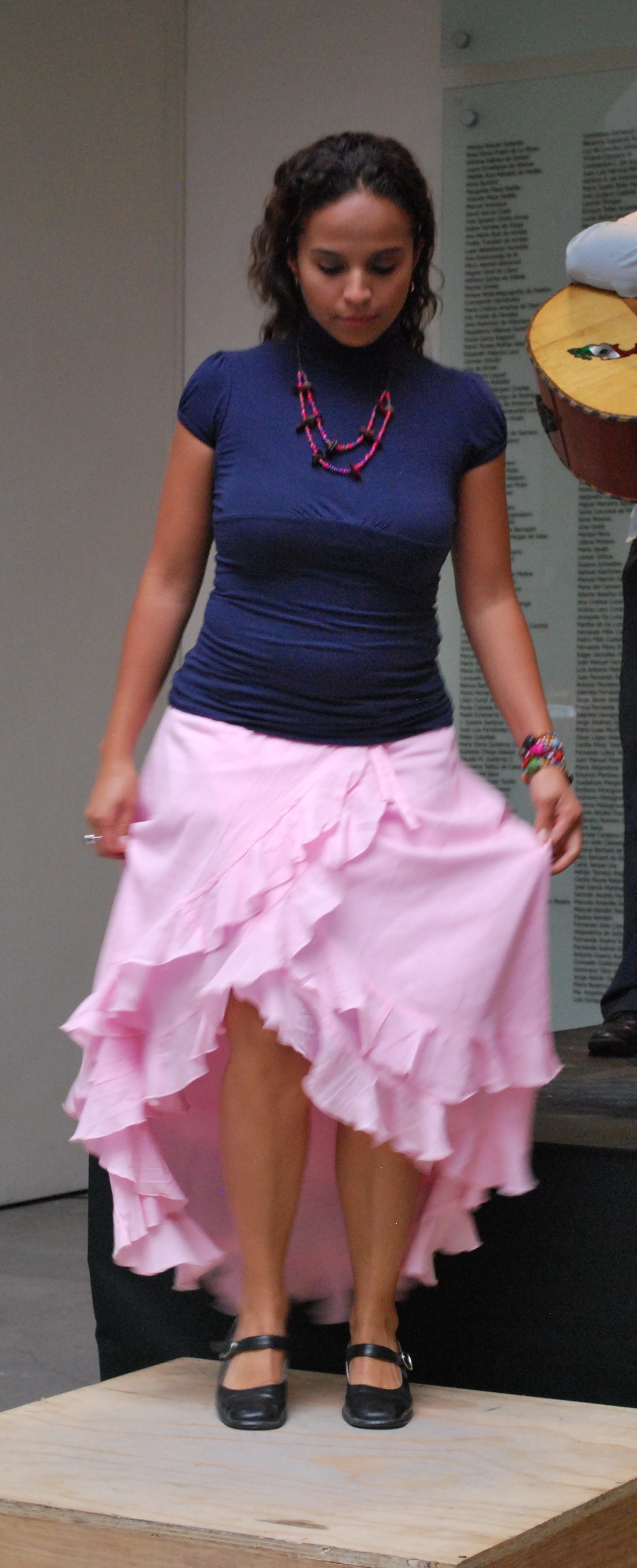
رقاص زاپاتئادو در مکزیوکو سیتی

زاپاتئادو (به اسپانیایی: Zapateado) در رقص فلامنکو اصطلاحاً به حرکات پای رقاص گفته می‌شود که توسط نوک و پاشنهٔ کفش انجام می‌شود. معنای آن ضربه با کفش است.
زاپاتئادو نام یک نوع رقص خاص نیز هست که در آن رقاص مرد می‌تواند سرعت و کنترل حرکات پایش را به بهترین نحو، به نمایش بگذارد.